# キッサコ
キッサコは、薬師寺寛邦（ヤクシジカンホウ）の僧侶ボーカル音楽プロジェクト。フォークソングをルーツとし、仏教的なメッセージをテーマに楽曲制作をしている。また、般若心経を音楽に乗せた仏教的なものもある。所属レコード会社はIROHA records。
グループ名は仏教用語の「喫茶去」（「お茶でものみながらごゆっくりと」の意味）に由来する。

## 概要
薬師寺寛邦、麻生優作、元メンバーの田中まさやは京都・渡辺大之伸主催のヴォーカルスクール"Dee-cool"で出逢い、互いに影響を受けながら共に歌い始め、2003年に、「キッサコ」を結成。
同年、音楽プロデューサーに西慎嗣を迎え、インディーズレーベルjapanative recordsよりシングルの『ハイム～郷愁～』を発表。西日本キャンペーンを敢行、各地で大盛況を呼び、福岡のキャナルシティ博多ではおよそ300人の観衆の前でライブを行う。
2004年、京都という街の魅力に惹き付けられ、京都の美しい風景を描いた『花街』を発表。本願寺聞法会館にて隔月の主催コラボイベントを開催、生け花、書、紙芝居など、日本の伝統文化との様々なコラボレートライブを開催。11月28日には京都・永運院にてワンマンライブを行う。
2005年は関西全域でのショッピングセンター&路上ライブを展開、着実に力を蓄え、10月30日に京都・藤平陶芸所にてワンマンライブを開催する。この2年間で約300ステージを越える。その後、メジャー・デビューを目指し上京、横浜に拠点を移す。
2006年4月23日、「河島英五 トリビュートライブ～月の花まつり～」出演、アナム&マキ、ハセガワミヤコと共演。7月インディーズミニアルバム『ラムネ』を発表、7月13日に逗子海岸にある夏季限定ライブハウス、「音霊-OTODAMA-」に出演。8月に北九州・四国キャンペーンを行い各地で盛況となる。桜木町・溝口にて路上ライブを敢行、この頃、手売りのみで累計セールスが1万枚を突破する。
2007年4月27日、恵比寿天窓switchにて都内初のワンマンライブを開催。11月ヤマハミュージックコミュニケーションズより『拝啓 君へ』で、メジャー・デビュー。「weeklyぴあ」CD満足度ランキングにて2位を獲得、FM横浜・FM石川・文化放送で推薦曲、ヘヴィー・ローテーションとなる。その後、全国にてキャンペーンを展開、12月4日には東京・duo_MUSIC_EXCHANGEにてワンマンライブを行う。
2008年6月より、人々が使わなくなったものの物々交換とキッサコのライブを組み合わせたリサイクルイベント、「キッサコのとっかえ市」を開催。7月、2ndシングル『こころひらり』をリリース、AIR PLAY CHARTにて4位、「weeklyぴあ」CD満足度ランキングにて7位を獲得。7月17日に京都・高台寺にてワンマンライブを行う。8月には結成6年の集大成ともいえる初のフルアルバム『喫茶去』をリリース。インストア・ラジオ公録など様々なキャンペーンを展開し、8月23日、広島の野外フェスSOUNDMARINA 2008にオープニングアクトとして出演。12月21日岡山にて、STOP!温暖化OKAYAMA2008『晴れたらいいね』に出演、「キッサコのとっかえ市」も行い、盛況を呼ぶ。
2009年に入り、田中が病気療養のため脱退。それを受け一時「キッサコ」としての活動を休止していたが、同年6月、新メンバーに山元サトシを迎え、新生「キッサコ」として活動再開する。10月、自身のレーベル"IROHA records"を立ち上げ、その第一弾シングルとして「おもひでめぐり」をリリース。11月は、スキージャンパー・山田大起のオフィシャルサポートソングである「明日分の勇気」をリリース。CDの売上の一部は、現在フリーで活動している山田の活動資金となっている。
薬師寺が2011年春より仏門の修行に入るため、2010年から活動休止。麻生、山元の2人はソロ活動をした。2010年9月11日、西本願寺の開催する安穏灯火リレーのテーマソング「道」をリリース。C/W「からたちの心」は仏教讃歌である。11月25日、活動休止前の新生キッサコアルバム「空-Qu-」をリリース。シングル曲は全てリアレンジ、リマスターを施した。12月22日、活動休止前ラストのワンマンライブ「キッサコラストコンサート」を京都コンサートホール小ホールで行い、450名を超える動員となった。2011年に入り活動を休止していたが、3月11日に起こった東日本大震災を受け「音楽に携わる者として曲を届けメッセージを発信することが使命」と感じ、5月28日シングル「願い」をリリース。CDの収益を義援金に充てる活動を行なっている。
2013年春、薬師寺が修行より戻り、同年7月12日の京都府民ホールアルティより3人体制での活動を再始動。
2015年の春に麻生の活動休止を受け、薬師寺・山元の2人体制となる。12月11日には4枚目のフルアルバム「縁」を全国リリース。12日には大阪市中央公会堂にてキッサコスペシャルアコースティックライブ2015「伝言」を開催。
2016年7月16日には、松山市民会館大ホールにて、キッサコワンマンライブ2016「結-yui-」を開催し約700名を動員。2017年1月8日には京都府立文化芸術会館にて、キッサコライブツアー2017「日日是好日」in kyotoを開催、活動を続けていた。2017年2月、山元が声帯炎を発症し、数週間ライブ出演を控えることになった。その際、声帯にポリープがあることも発覚し、同年12月3日の公演を最後に、キッサコは3ヶ月間の活動休止を余儀なくされる。山元は同月12日にポリープの手術を完了した。
2018年3月1日、回復した山元とともに活動を再開するが山元が7月28日の京都府民ホールアルティでのライブをもってキッサコから脱退することを発表。IROHA時代の薬師寺・山元の楽曲を集めた3枚組ベスト・アルバム「三世」をリリース後、二人体制キッサコとしてのラストツアー「出発点-スタートライン-」を全国の思い出深い場所で開催。ほぼ全公演が完売となり、7月28日のラストライブでは、初期メンバーである田中まさや、麻生もゲスト出演。メモリアルライブとなり、コーラスグループとして15年間続いたキッサコは、1つのゴールを迎えた。8月から、薬師寺は、15年間続けてきた「キッサコ」の名を引き継ぎ、新たに、“僧侶ボーカルプロジェクト”「薬師寺寛邦 キッサコ」として再始動。既に5月には僧侶として次世代に仏教をつないでいくため、音楽と仏教を掛け合わせ、般若心経に声を重ねアレンジしたアルバム「般若心経」をリリース。 オリジナルバージョンである「般若心経 cho ver.」は、YouTubeで170万回再生突破。台湾の東森新聞では160万回、中国のSNSでは驚異の1500万回再生を記録。フジテレビ「めざましテレビ」等、多くのメディアにて取り上げられた。中国での大反響を受け、9月には舟山市での音楽フェスに出演。12月、中国と台湾を巡るワンマンライブツアーの開催も予定されている。

## メンバー
薬師寺 寛邦（やくしじ かんほう）
- 音楽プロデューサー、ボーカル、アコースティック・ギター
- 1979年3月17日生まれ、愛媛県今治市在住。
- 実家は禅宗のお寺で、現在副住職。O型
- 好きなアーティスト：マイケル・ブーブレ／玉置浩二／さだまさし
- 楽器：ギブソン・J-45

## 旧メンバー
山元 サトシ（やまもと さとし）
- ボーカル、アコースティック・ギター、ブルースハープ
- 1986年12月1日生まれ、京都府京都市在住。B型
- 在籍期間：2009年〜2018年
- 好きなアーティスト：山崎まさよし／ジョン・メイヤー／エド・シーラン
- 楽器：Martin D-35、Gibson J-50

麻生優作（あそうゆうさく）
- ボーカル、ピアノ
- 奈良県出身。O型
- 在籍期間：2003年〜2015年

田中まさや（田中まさや）
- ボーカル
- 1979年12月24日生まれ、奈良県出身。A型
- 在籍期間：2003年-2008年

## サポートメンバー
北森 正樹（きたもり まさき）：ギター、カホン、DJ
- 1979年3月12日生、A型、出身地は京都府。
- IROHA records に在籍

武田玄也（たけだげんや）：ピアノ
- 出身地は愛媛県今治市。

## メディア出演

### テレビ
- NHK大阪「大阪発疾走ステージ WEST WIND」(2008)
- フジテレビ
  - 「めざにゅ～」(2008)
  - 「めざましテレビ」(2018)
  - 「プライムニュース」(2018)
- KBS京都「京BbizS」(2010)
- 南海放送「えひめ情熱人」(2015・薬師寺のみ)
- テレビ愛媛「みんなのニュースえひめ」(2015)
- フジテレビNEXT「お台場フォーク村」(2018)

### ラジオ
ゲスト出演
- 文化放送「関ジャ二のレコメン」
- MBSラジオ「押尾コータローの押しても弾いても」
- ニッポン放送「笑福亭鶴瓶  日曜日のそれ」
- 他、日本全国のFMラジオ各局にゲスト出演

担当番組
- FMラヂオバリバリ「おいでやすキッサコどす」(2003)
- FMおたる「キッサコのあいたくて雪国」(2004-2005)
- FM愛媛
  - 「キッサコの星に願えば」(2006.10-2009.3)
  - 「喫茶アフターナイン」(2009.4-2010)
  - 「キッサコの日日是好日」放送中
- 京都コミュニティ放送「キッサコの家をつくるならラジオ」(2015.2-2016.1)
- 南海放送「キッサコ薬師寺寛邦の禅ラヂオ」放送中（※薬師寺のみ）

## イベント
- 広島サウンドマリーナ2008（共演：いきものがかり、秦基博、アンジェラ・アキ等）
- 大阪市中央公会堂ワンマンライブ2015（600人規模）
- 松山市民会館大ホールワンマンライブ2016（700人規模）
- 京都府立文化芸術会館ワンマンライブ2017（400人規模）
- ニコニコ超会議2018 @幕張メッセ

お寺ライブ
- （臨済宗）建仁寺、高台寺、禅居庵、妙心寺花園会館、正法寺、三重教区花園地方大会、興徳寺、浄勝寺、願成寺、円照寺、陽岳寺、大安禅寺、正満寺、海禅寺
- （曹洞宗）興雲寺、向泉寺、九州管区教化センター、本光寺、掌禅寺、極楽寺
- （浄土宗）誓願寺、永運院、円浄寺
- （浄土真宗）本願寺聞法会館、築地本願寺、奈良教堂
- （真宗仏光寺派）大善院
- （真言宗）八坂寺、海南寺、金剛院、醫光寺、無量寺
- （日蓮宗）法華寺、他

学校ライブ
- 愛媛県
  - 松山市立南中学校
  - 松山市立石井東小学校
  - 県立今治西高等学校
  - 今治市PTA連合会研修大会
- 兵庫県西脇市立西脇南中学校
- 鳥取県米子市立加茂小学校
- 京都府京都市
  - 花園高等学校
  - 華頂女子中学・高等学校
  - 大谷高等学校
  - 洛北中学校

## タイアップ
- 「ハイム～郷愁～」
  - ベルモニー会館CMソング(2004)
- 「道」
  - 浄土真宗本願寺派本山本願寺親鸞聖人750回忌安穏灯火リレーテーマソング(2010)
- 「望郷」
  - 福山市商工会議所推薦曲(2014)
- 「一期一会」
  - 南海放送テレビ「えひめ情熱人」テーマソング(2015)
- 「愛の言葉/幸せな時間」
  - 全京都建設協同組合60周年記念「家の歌」(2015)
  - 「スタートライン/手」 京都信用金庫公認ソング(2015)
- 【全国CM】四国デスティネーションキャンペーン「きっかけ」(2017.4-6)

## ディスコグラフィー

### シングル

#### 初期インディーズ
|     | リリース       | タイトル                   | 規格  | 規格品番       |
| --- | -------------- | -------------------------- | ----- | -------------- |
| 1st | 2003年10月10日 | ハイム〜郷愁〜・月夜の祭り | 8cmCD | JPNTV-CDS-0001 |
| 2nd | 2004年3月27日  | 花街                       | 8cmCD | JPNTV-CDS-0002 |

#### メジャー
|     | リリース      | タイトル     | 規格   | 規格品番   |
| --- | ------------- | ------------ | ------ | ---------- |
| 1st | 2007年11月7日 | 拝啓君へ     | 12cmCD | YCCW-30017 |
| 2nd | 2008年7月9日  | こころひらり | 12cmCD | YCCW-30020 |

#### IROHAキッサコ
|      | リリース       | タイトル               | 規格   | 規格品番      | 備考                                                                  |
| ---- | -------------- | ---------------------- | ------ | ------------- | --------------------------------------------------------------------- |
| 1st  | 2009年10月10日 | おもひでめぐり         | 12cmCD | IROHA-1       |                                                                       |
| 2nd  | 2009年11月6日  | 明日分の勇気           | 12cmCD | IROHA-2       | スキージャンパー''山田大禧''公式応援ソング                            |
| 3rd  | 2010年1月26日  | 面影                   | 12cmCD | IROHA-3       |                                                                       |
| 4th  | 2010年4月6日   | ココロガワリ           | 12cmCD | IROHA-4       |                                                                       |
| 5th  | 2010年9月11日  | 道                     | 12cmCD | IROHA-5       | 浄土真宗本願寺派本山本願寺、親鸞聖人750回忌安穏灯火リレーテーマソング |
| 6th  | 2011年5月28日  | 願い                   | 12cmCD | IROHA-7       |                                                                       |
| 7th  | 2013年8月21日  | 日常                   | 12cmCD | BRTW-1002     |                                                                       |
| 8th  | 2013年12月25日 | 君と街/望郷            | 12cmCD | BRTW-1007     |                                                                       |
| 9th  | 2014年8月23日  | 望郷                   | 12cmCD | IROHA-CDS-014 | 福山市商工会議所推薦曲                                                |
| 10th | 2015年8月7日   | スタートライン/手      | 12cmCD | BRTW-1016     | 2人体制となって初のシングル。京都信用金庫公認ソング                   |
| 11th | 2015年10月13日 | 春夏秋冬／アカガネビト | 12cmCD | BRTW-1019     |                                                                       |
| 12th | 2016年3月17日  | さかあがり             | 12cmCD |               | 配信限定・坂本電気工事株式会社オフィシャルソング                      |
| 13th | 2017年4月28日  | 存在                   | 12cmCD | BRTW-1032     |                                                                       |
| 14th | 2017年8月18日  | 雷鳴／おまえとあんた   | 12cmCD | BRTW-1041     | 『守ちゃんとよしえちゃん』の エンディングソング                       |

#### 薬師寺寛邦 キッサコ
|     | リリース       | タイトル                                                     | 規格   | 規格品番  |
| --- | -------------- | ------------------------------------------------------------ | ------ | --------- |
|     | 2018年5月3日   | 般若心経 (托鉢 ver.) [short mix]                             |        |           |
|     | 2018年9月15日  | いろは歌                                                     |        |           |
|     | 2019年4月8日   | 世尊偈 (cho ver.)                                            |        |           |
| 1st | 2019年5月10日  | 世尊偈（せそんげ）／人                                       | 12cmCD | BRTW-2003 |
|     | 2019年9月3日   | 般若心経 (cho ver.) [テクノ法要 Remix.2019] [feat. 朝倉行宣] |        |           |
|     | 2020年8月15日  | 釈迦牟尼仏陀真言                                             |        |           |
|     | 2021年8月18日  | 光明真言                                                     |        |           |
|     | 2021年11月26日 | タンポポワタゲ - 蒲公英絨毛 -                                |        |           |
|     | 2022年3月3日   | 不動佛心咒 (chorus ver.)                                     |        |           |
|     | 2022年5月16日  | 空 -般若心経-                                                |        |           |
|     | 2023年4月29日  | 開甘露門                                                     |        |           |
|     | 2023年6月5日   | 薬師如来真言                                                 |        |           |
|     | 2024年2月7日   | 般若心経HipHop                                               |        |           |

### アルバム

#### 初期インディーズ
|     | リリース     | タイトル | 規格   | 規格品番 | 備考 |
| --- | ------------ | -------- | ------ | -------- | ---- |
| 1st | 2006年7月1日 | ラムネ   | 12cmCD | USML-004 | -    |

#### メジャー
|     | リリース     | タイトル | 規格   | 規格品番  | 備考 |
| --- | ------------ | -------- | ------ | --------- | ---- |
| 1st | 2008年8月6日 | 喫茶去   | 12cmCD | YCCW10050 | ｰ    |

#### IROHAキッサコ
|     | リリース       | タイトル         | 規格   | 規格品番      | 備考                                |
| --- | -------------- | ---------------- | ------ | ------------- | ----------------------------------- |
| 1st | 2010年11月25日 | 空-Qu-           | 12cmCD | IROHA-CDA-006 |                                     |
| 2nd | 2014年10月10日 | 空＋-Qu plus-    | 12cmCD | IROHA-CDA-011 |                                     |
| 3rd | 2014年12月3日  | 伝言板           | 12cmCD | BRTW-1011     |                                     |
| 4th | 2015年5月22日  | 空＋＋-Qu plus2- | 12cmCD | BRTW-1012     |                                     |
| 5th | 2015年6月25日  | ダ・ダンカ!      | 12cmCD | IROHA-CDA-015 | 2人体制初アルバム。ライブアルバム。 |
| 6th | 2015年12月11日 | 縁 -en-          | 12cmCD | BRTW-1021     |                                     |
| 7th | 2016年8月19日  | 日日是好日       | 12cmCD | BRTW-1027     | 「伝言」MV収録DVD付                 |
| 7th | 2017年10月13日 | 日日是好日       | 12cmCD | BRTW-1048     | 通常盤                              |
| 8th | 2018年3月31日  | 三世             | 12cmCD | IROHA-CDA-017 |                                     |

#### 薬師寺寛邦 キッサコ
|     | リリース       | タイトル                   | 規格   | 規格品番  | 備考  |
| --- | -------------- | -------------------------- | ------ | --------- | ----- |
| 1st | 2018年5月11日  | 般若心経                   | 12cmCD | BRTW-1059 |       |
| 2nd | 2018年11月9日  | いろは                     | 12cmCD | BRTW-2002 |       |
| 3rd | 2019年10月11日 | 人生                       | 12cmCD | BRTW-2004 |       |
| 4th | 2020年4月22日  | 和                         | 12cmCD | BRTW-2005 | DVD付 |
| 5th | 2020年10月9日  | 祈り                       | 12cmCD | BRTW-2006 |       |
| 6th | 2022年8月12日  | Zen Dharani -禅仏教音楽集- | 12cmCD | BRTW-2007 |       |

### 参加作品
サウンドトラック等を除く
| 作品      | 発表           | 楽曲                             |
| --------- | -------------- | -------------------------------- |
| Sad Songs | 2006年10月25日 | M-10「Knockin'On Heaven's Door」 |